# Liparis gracilenta
Liparis gracilenta är en orkidéart som beskrevs av James Edgar Dandy. Liparis gracilenta ingår i släktet gulyxnen, och familjen orkidéer. Inga underarter finns listade i Catalogue of Life.